# Sunny Side
Sunny Side – miasto w Stanach Zjednoczonych, w stanie Georgia, w hrabstwie Spalding.